# تریگلیتس
تریگلیتس (به آلمانی: Triglitz) یک شهر در آلمان است که در پریگنیتس واقع شده‌است. تریگلیتس ۵۷۸ نفر جمعیت دارد.